# Audresselles
Audresselles [odʁəsɛl] est une commune française située dans le département du Pas-de-Calais en région Hauts-de-France. Ses habitants sont appelés les Audressellois.
C'est l'une des huit communes formant le grand site des Deux Caps, labellisé « Grand Site de France » depuis 2011.
La commune fait partie de la communauté de communes de la Terre des Deux Caps.

## Géographie

### Localisation
Localisée dans le nord-ouest du département du Pas-de-Calais, village côtier de la Côte d'Opale, Audresselles est située au bord de la Manche, à 11 km au nord de Boulogne-sur-Mer, 24 km au sud-ouest de Calais, 105 km à l'ouest de Lille et à 225 km au nord de Paris à vol d'oiseau. Il est également situé à proximité immédiate du cap Gris-Nez, point du littoral français le plus proche de l'Angleterre.
Sa proximité avec trois des plus grandes capitales européennes (Paris, Londres et Bruxelles) a fait de cet ancien village de pêcheurs une station balnéaire attractive.
Audresselles comporte deux plages principales séparées par un cap dit « la Côte de Fer » en raison de sa couleur, avec des lignes de rochers en grès : la plage du sud s'étendant jusqu'à Ambleteuse, c'est le principal lieu de baignade, et la plage nord, qui s'étend vers le cap Gris-Nez et longe une falaise restée sauvage.
Le territoire de la commune est limitrophe de ceux de trois communes.
Les communes limitrophes sont Audinghen, Ambleteuse et Bazinghen.

### Géologie et relief
La superficie de la commune est de 5,72 km2 ; son altitude varie de 0  à   114 mètres.

### Hydrographie

#### Réseau hydrographique
Le territoire de la commune est situé dans le bassin Artois-Picardie.
Elle est drainée par quatre cours d'eau :
- le ruisseau de Selles, d'une longueur de 4,91 km[4] ;

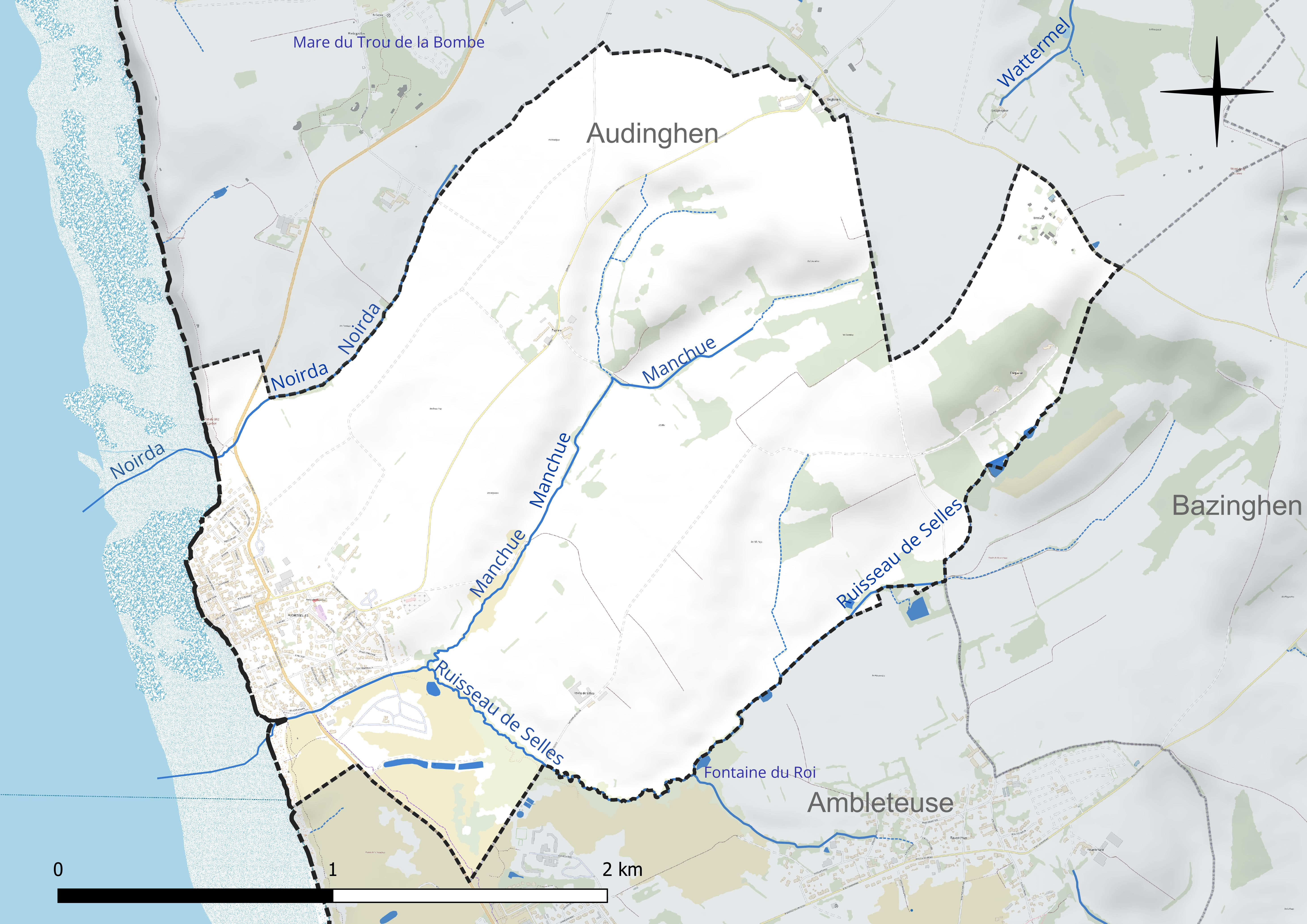
Réseau hydrographique d'Audresselles.

- la Manchue, d'une longueur de 2,58 km[5] ;
- la Noirda, d'une longueur de 2,38 km[6] ;
- la ferme de Selles, d'une longueur de 0,94 km[7],[8],[Carte 1].

#### Gestion et qualité des eaux
Le territoire communal est couvert par le schéma d'aménagement et de gestion des eaux (SAGE) « Bassin côtier du Boulonnais ». Ce document de planification concerne le Bassin côtier du Boulonnais, drainé par trois rivières côtières que sont la Liane, le Wimereux et la Slack. Ce territoire s'étend sur 700 km2. Le périmètre a été arrêté le 19 février 1998 et le SAGE proprement dit a été approuvé le 4 février 2004, puis révisé le 9 janvier 2013. La structure porteuse de l'élaboration et de la mise en œuvre est le syndicat mixte du Parc Naturel Régional des Caps et Marais d'Opale.
La qualité des cours d'eau peut être consultée sur un site dédié géré par les agences de l'eau et l'Agence française pour la biodiversité.

### Climat
Pour des articles plus généraux, voir Climat des Hauts-de-France et Climat du Pas-de-Calais.
En 2010, le climat de la commune est de type climat océanique franc, selon une étude du CNRS s'appuyant sur une série de données couvrant la période 1971-2000. En 2020, Météo-France publie une typologie des climats de la France métropolitaine dans laquelle la commune est exposée à un climat océanique et est dans la région climatique Côtes de la Manche orientale, caractérisée par un faible ensoleillement (1 550 h/an) ; forte humidité de l'air (plus de 20 h/jour avec humidité relative > 80 % en hiver), vents forts fréquents.
Pour la période 1971-2000, la température annuelle moyenne est de 10,6 °C, avec une amplitude thermique annuelle de 12,9 °C. Le cumul annuel moyen de précipitations est de 815 mm, avec 12,8 jours de précipitations en janvier et 8 jours en juillet. Pour la période 1991-2020, la température moyenne annuelle observée sur la station météorologique la plus proche, située sur la commune de Boulogne-sur-Mer à 11 km à vol d'oiseau, est de 11,2 °C et le cumul annuel moyen de précipitations est de 824,5 mm,. Pour l'avenir, les paramètres climatiques de la commune estimés pour 2050 selon différents scénarios d'émission de gaz à effet de serre sont consultables sur un site dédié publié par Météo-France en novembre 2022.

### Paysages
Pour un article plus général, voir Paysage en France.

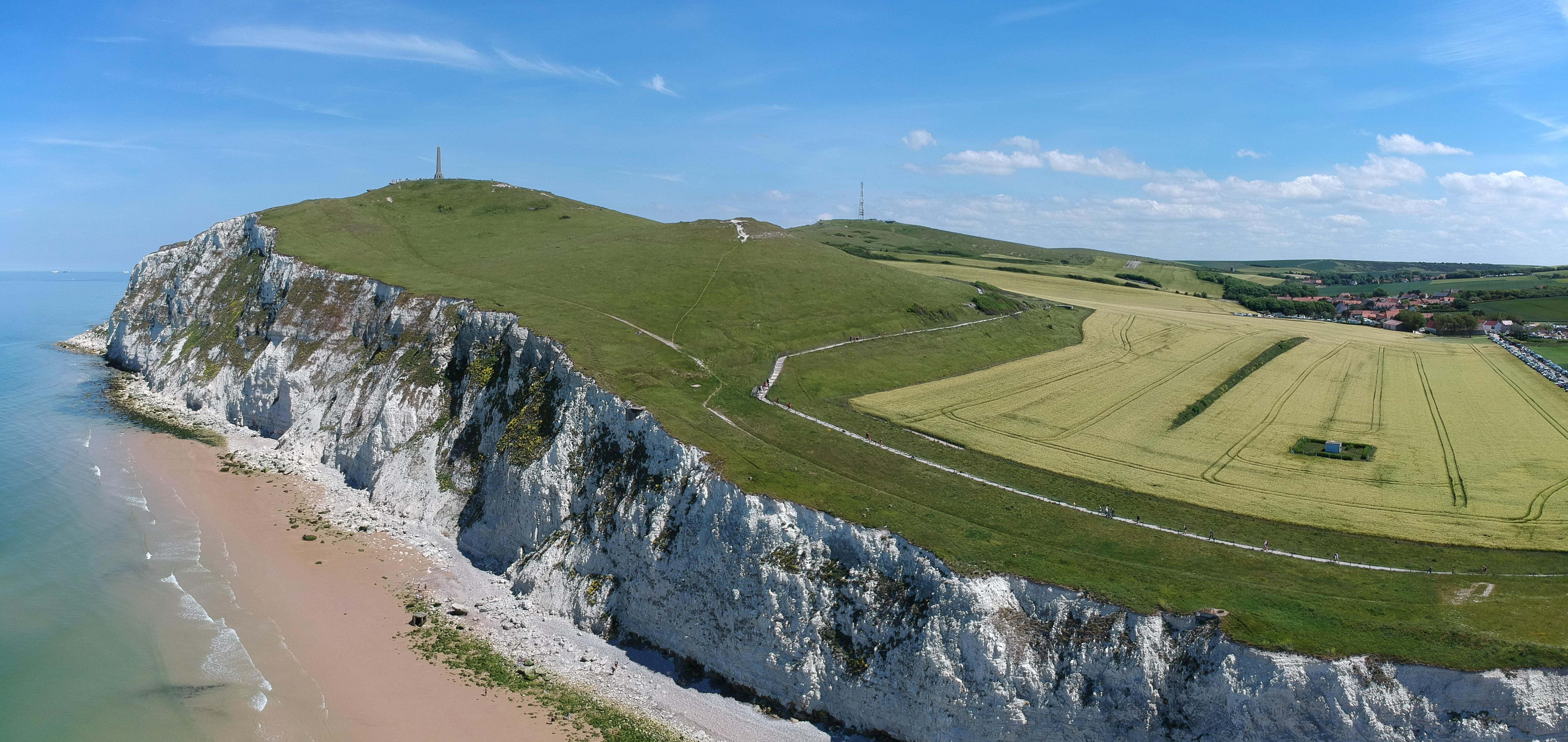
Une vue de ces « paysages des falaises d'Opale » et le cap Blanc-Nez.

La commune s'inscrit dans les « paysages des falaises d'Opale » tels qu'ils sont définis dans l'atlas de paysages de la région Nord-Pas-de-Calais, conçu par la direction régionale de l'Environnement, de l'Aménagement et du Logement (DREAL),.
Ces « paysages des falaises d'Opale », qui concernent 30 communes, s'étendent le long de la côte, d'Équihen-Plage à Sangatte, sur une bande d’environ 50 kilomètres de long et d’un maximum de 5 kilomètres de large, l'autoroute A 16 étant la frontière à l'est. Ils sont constitués, d’une part, par les falaises d’Opale où se trouve le grand site des Deux Caps qui, avec le cap Blanc-Nez, culmine à 150 mètres, ces falaises offrent un belvédère sur le pas de Calais  avec la possibilité de voir les côtes d'Angleterre, et d'autre part, vers l'intérieur des terres, avec les paysages littoraux qui jouxtent ceux des « coteaux calaisiens et du pays de Licques », d'un paysage alternant collines, vallons et bocages.
L'occupation des sols se répartit en 43 % de cultures pour les paysages arrière-littoraux, 20 % de sols artificialisés, 20 % de prairies et forêts et 10 % de plage.
Les crans, constituent une des particularités de ces côtes à falaises. Les crans sont des vallées suspendues qui se sont retrouvées le « nez en l’air », soit du fait de l'affaissement du pas de Calais, soit par la baisse du niveau de la mer, comme le cran d'Escalles, le cran Mademoiselle, le cran Poulet, le cran Barbier, le cran des Sillers, le cran de Quette et le cran aux Œufs, situés, eux, sur la commune d’Audinghen.
Ces paysages sont traversés par trois fleuves côtiers, la Liane, le Wimereux et la Slack, et par le sentier de grande randonnée GR 120 ou GR littoral, appelé aussi sentier des douaniers, qui chemine le long de ces paysages.

### Milieux naturels et biodiversité

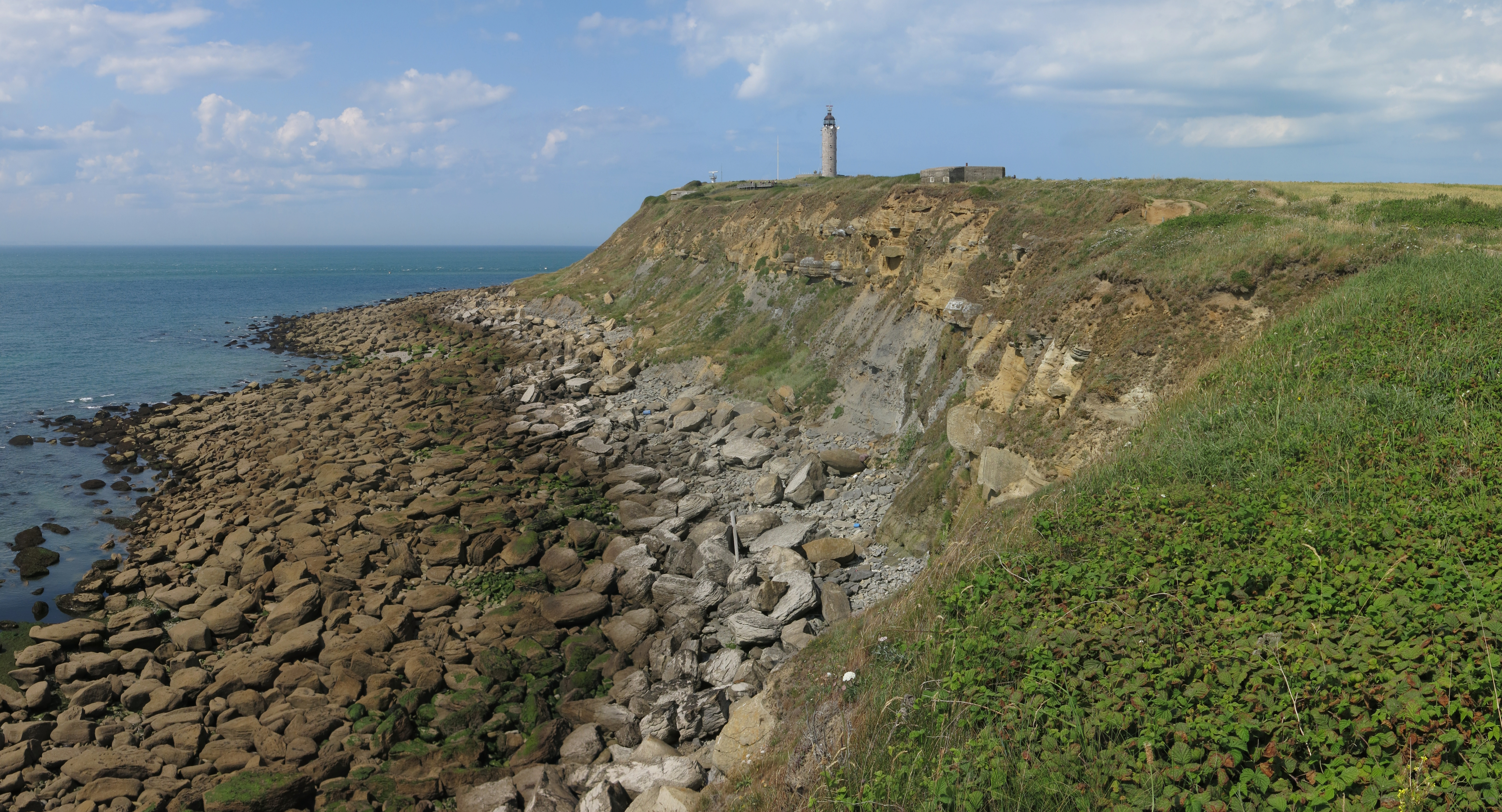
Le cap Gris-Nez.

#### Espaces protégés et gérés
La protection réglementaire est le mode d'intervention le plus fort pour préserver des espaces naturels remarquables et leur biodiversité associée.
Dans ce cadre, la commune fait partie de deux espaces protégés : 
- le parc naturel régional des Caps et Marais d'Opale, d'une superficie de 132 499 ha réparties sur 154 communes, géré par le syndicat mixte d'aménagement et de gestion du parc naturel régional des caps et marais d'Opale[19] ;
- le cap Gris-Nez, d'une superficie de 163,044 hectares. Terrain acquis par le Conservatoire du Littoral[20].

#### Zones naturelles d'intérêt écologique, faunistique et floristique
L'inventaire des zones naturelles d'intérêt écologique, faunistique et floristique (ZNIEFF) a pour objectif de réaliser une couverture des zones les plus intéressantes sur le plan écologique, essentiellement dans la perspective d'améliorer la connaissance du patrimoine naturel national et de fournir aux différents décideurs un outil d'aide à la prise en compte de l'environnement dans l'aménagement du territoire.
Le territoire communal comprend trois ZNIEFF de type 1 :
- le cap Gris-Nez et falaise au nord d'Audresselles qui est le seul exemple de falaise européenne à soubassement de marnes kimméridgiennes recouvertes de sables et de lentilles de grès du Portlandien[21] ;
- la garenne d'Ambleteuse[22] ;
- le bois et friches calcaires entre Audresselles, Bazinghen et Wissant. Ce site est constitué d'habitats non exploités de diverses natures (ourlets, végétations marnicoles plus ou moins hygrophiles, friches calcicoles…) ainsi que de boqueteaux de feuillus régionaux naturels ou plantés, marqués par les vents venant de la mer[23].

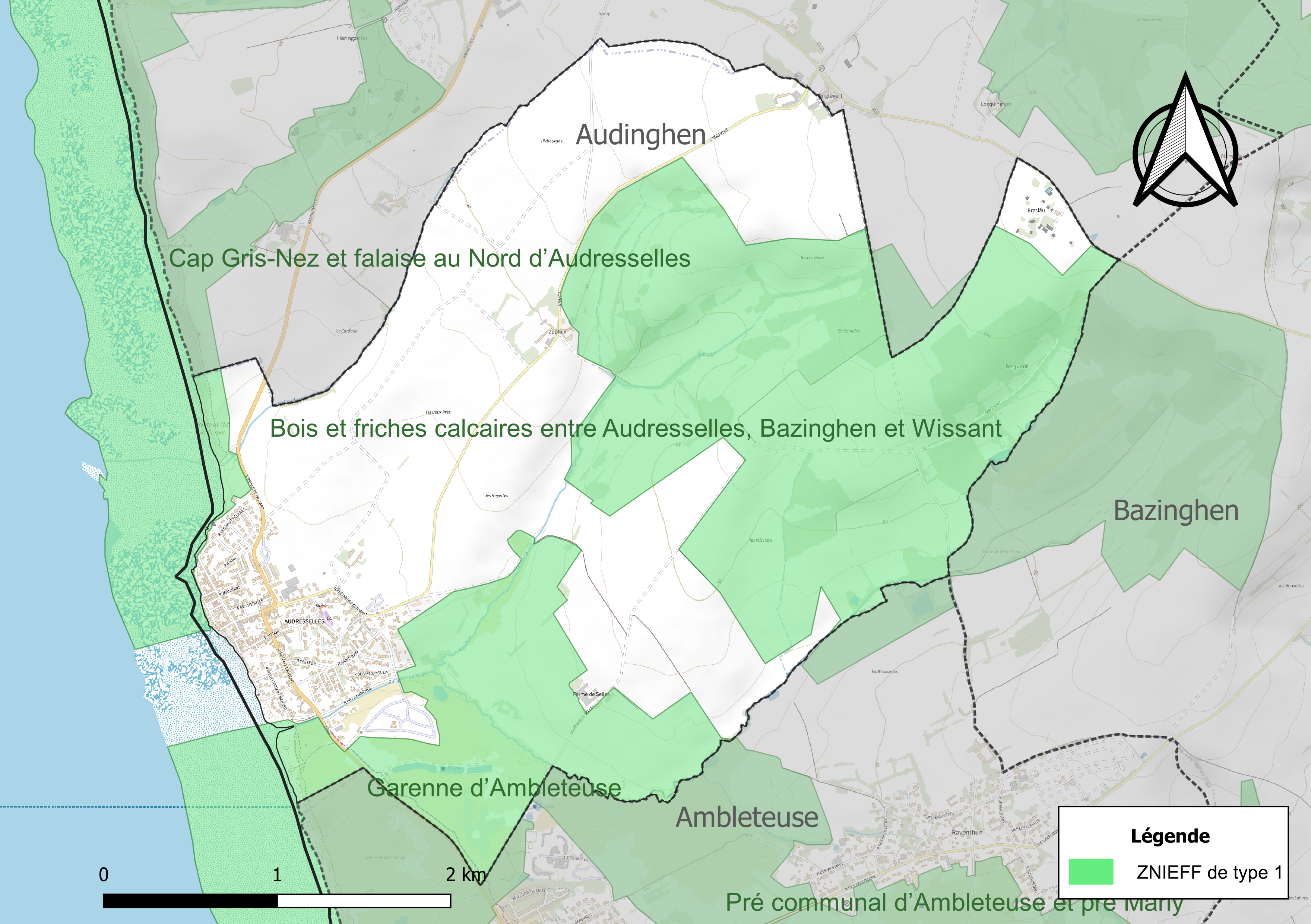
Carte des ZNIEFF sur la commune.

#### Sites Natura 2000
Le réseau Natura 2000 est un réseau écologique européen de sites naturels d'intérêt écologique élaboré à partir des directives « habitats » et « oiseaux ». Ce réseau est constitué de zones spéciales de conservation (ZSC) et de zones de protection spéciale (ZPS). Dans les zones de ce réseau, les États membres s'engagent à maintenir dans un état de conservation favorable les types d'habitats et d'espèces concernés, par le biais de mesures réglementaires, administratives ou contractuelles.
Sur la commune, deux sites Natura 2000 de type B sont définis en site d'importance communautaire (SIC) : 
- les falaises du Cran aux Œufs et du cap Gris-Nez, Dunes du Chatelet, marais de Tardinghen et dunes de Wissant, d'une superficie de 1 059 hectares et d'une altitude variant de 0  à   55 mètres[25] ;
- le site des falaises et dunes de Wimereux, estuaire de la Slack, garennes et communaux d'Ambleteuse-Audresselles[26].

#### Biodiversité

##### Faune

###### Oiseaux les plus courants sur la plage et dans les dunes
Le goéland, la mouette rieuse, l'hirondelle de mer, le cormoran, la poule d'eau, le canard col-vert, le héron cendré, l'huîtrier-pie, le guillemot, le pingouin torda ou marblette, le courlis, la bernache, le fou de Bassan, la bécassine, le choucas des tours, l'aigrette blanche, le butor étoilé, le cygne tuberculé, le cygne trompette, le faucon pèlerin, l'émouchet, le faisan commun, et divers passereaux.

###### Mammifères marins
Plusieurs phoques gris (plusieurs femelles et un grand mâle à tête noire) installés dans une crique au nord du village depuis juillet 2006 ; l'un d'eux s'est approché d'un pêcheur sous-marin et lui a volé les poissons accrochés à sa ceinture. Le 10 et le 11 août 2006, deux nageuses sont raccompagnées par les phoques jusqu'à la plage. Observations quotidiennes de phoques à moins de cinquante mètres du rivage.

###### Autres mammifères
Marsouins, dauphins communs, et parfois passage d'orques (dernier passage en date du 10 avril 2007) ou de globicéphales, mégaptère (dernier passage en janvier 2008).

##### Flore halonitrophile (résistant au vent salé)

###### Arbustes
Lyciet ou alliure, qui produit le goji, fusain, troène, ronce, aubépines, et depuis les années 1980 : éléagne et véronique.

###### Plantes annuelles
Depuis 2003, on assiste à une invasion générale du haut estran par la betterave maritime (Beta maritima) aux dépens des autres végétaux y compris les plantes arborescentes. La betterave maritime provoque des modifications génétiques de la betterave sucrière cultivée au-dessus des falaises.
Autres plantes annuelles : chou de mer, sedums jaune et blanc, tussilage, carottes et panais sauvages, armérie ou gazon d'Espagne, graminées diverses.

## Urbanisme

### Typologie
Au 1er janvier 2024, Audresselles est catégorisée commune rurale à habitat dispersé, selon la nouvelle grille communale de densité à sept niveaux définie par l'Insee en 2022.
Elle est située hors unité urbaine. Par ailleurs la commune fait partie de l'aire d'attraction de Boulogne-sur-Mer, dont elle est une commune de la couronne,. Cette aire, qui regroupe 80 communes, est catégorisée dans les aires de 50 000 à moins de 200 000 habitants,.
La commune, bordée par la Manche, est également une commune littorale au sens de la loi du 3 janvier 1986, dite loi littoral. Des dispositions spécifiques d'urbanisme s'y appliquent dès lors afin de préserver les espaces naturels, les sites, les paysages et l'équilibre écologique du littoral, tel le principe d'inconstructibilité, en dehors des espaces urbanisés, sur la bande littorale des 100 mètres, ou plus si le plan local d'urbanisme le prévoit.

### Occupation des sols
L'occupation des sols de la commune, telle qu'elle ressort de la base de données européenne d'occupation biophysique des sols Corine Land Cover (CLC), est marquée par l'importance des territoires agricoles (84,8 % en 2018), une proportion identique à celle de 1990 (84,8 %). La répartition détaillée en 2018 est la suivante : 
terres arables (68,8 %), prairies (16 %), zones urbanisées (7,6 %), milieux à végétation arbustive et/ou herbacée (4,7 %), forêts (1,8 %), zones humides côtières (1,1 %). L'évolution de l'occupation des sols de la commune et de ses infrastructures peut être observée sur les différentes représentations cartographiques du territoire : la carte de Cassini (XVIIIe siècle), la carte d'état-major (1820-1866) et les cartes ou photos aériennes de l'IGN pour la période actuelle (1950 à aujourd'hui).

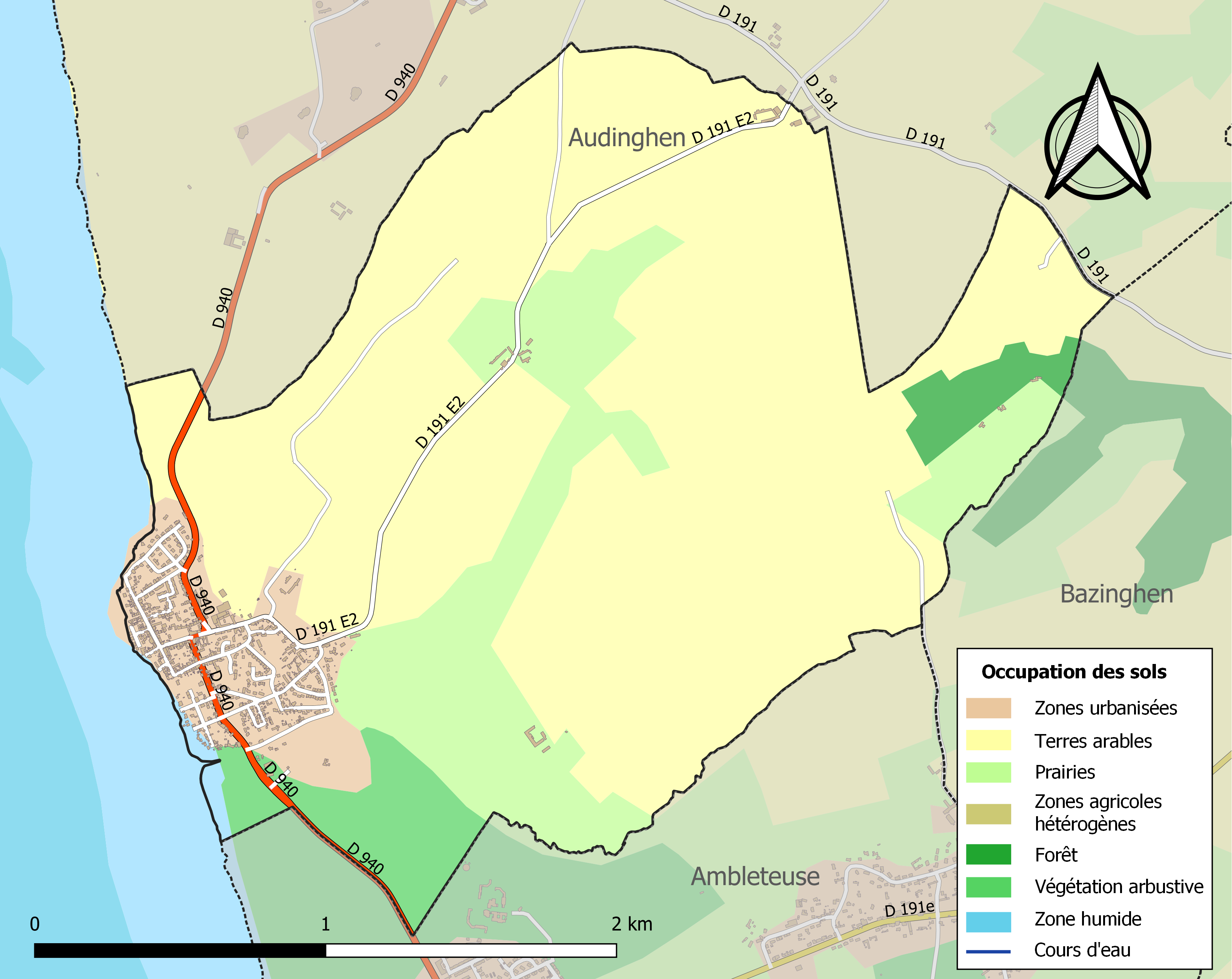
Carte des infrastructures et de l'occupation des sols de la commune en 2018 (CLC).

### Voies de communication et transports
L'autoroute A16, qui relie la région parisienne à Dunkerque, passe à proximité de la commune. On peut rejoindre Audresselles en prenant la sortie no 33 en venant du sud, ou la sortie no 36 en venant du nord.
Elle est également desservie par une route départementale, la D 940, aussi appelée route du littoral.
La gare ferroviaire la plus proche est celle de Wimille-Wimereux, desservie par des TER Nord-Pas-de-Calais (ligne Boulogne-Calais). La grande gare la plus proche est celle de Calais-Fréthun, située à environ 20 min en voiture d'Audresselles. Cette gare se trouve à 30 min de Lille et 1 h 30 min de Paris et Bruxelles avec le TGV, ainsi qu'à 2 h de Londres avec l'Eurostar.

## Toponymie
Le nom de la localité est attesté sous les formes Odersele (1150), prononcée encore aujourd'hui par certains habitants, Odressele (1208), Ordressele (1285), Audresel (1323), Odresselles (1506), Andresseilles ou Audreisseilles (1576), Audresseilles (XVIe siècle), Audrezelles (1739),, Audresselles (1793) et Audrecelles puis Audresselles (depuis 1801).
Le premier élément Audre- est, comme dans la plupart de ces formations toponymiques en -sele, un anthroponyme d'origine germanique. Albert Dauzat suggère pour expliquer Audre-, le nom de personne germanique Other, alors qu'Ernest Nègre lui préfère un autre nom de personne germanique Audaherus.
Le second élément - selles représente la francisation de l'ancien flamand sele « demeure » ou « maison ne comprenant qu'une pièce » (cf. moyen néerlandais sale, sael, vieil anglais sæl, sele, même sens). Cet élément se retrouve dans le nom du hameau voisin de Haringzelle. Dans le Westhoek, le terme apparaît sous forme de terminaison -zeele, comme dans Herzeele (Hersele en 1195) ou Lederzeele (Lidersele en 1139), alors qu'en Belgique, on trouve Herzele ou Elzele (Ellezelles en français). Sele est issu ultimement du vieux bas francique *sal-, tout comme le français salle. La forme directement issue du vieux bas francique est illustrée par le toponyme Guerquesalles (Gargasala, sans date) dans l'Orne.
En picard, le nom de la commune est Auderselle et en néerlandais Oderzele.

## Histoire
En 1150, Guy d'Odersele donne à l'abbaye Saint-Médard d'Andres la chapelle de la sainte Trinité et de sainte Marie d'Odersele ainsi que tous ses alleux. Milon, évêque des Morins (évêque de Thérouanne) confirme la donation la même année.
Jusqu'à la fin du Premier Empire, et ainsi qu'il ressort des actes de baptême et de décès puis des actes d'état-civil des archives municipales et départementales, les familles de souche constituant Audresselles ont toujours porté les mêmes patronymes depuis la fin du treizième siècle, pour la plupart néerlandais puisque, jusqu'à la guerre de Cent Ans, les habitants d'Audresselles parlaient un dialecte flamand. Ce sont donc eux qui ont participé à la construction de l'église Saint-Jean-Baptiste d'Audresselles  et inclus dans le dialecte picard du village des mots néerlandais non usités ailleurs sur la côte.
Aujourd'hui encore, au moins quatre grandes familles d'Audressellois portent ces anciens patronymes flamands parfois francisés. Depuis la fin du XIXe siècle, des familles flamandes de Belgique ou de la région de Dunkerque sont venues s'installer aussi à Audresselles, mais il s'agit  d'un apport moderne de population.
Après le départ ou l'extermination des Anglais par les troupes d'Henri II, de nouvelles populations sont arrivées de Picardie et d'Île-de-France ainsi que le montrent les patronymes, notamment pour repeupler Ambleteuse. Ils se sont mêlés ensuite aux Audressellois.
Entre 1558, fin de l'occupation anglaise, et le milieu du XVIIe siècle, la seigneurie d'Audresselles comportait aussi le hameau d'Haringzelle où se trouve actuellement un bois cachant la batterie allemande Todt d'Audinghen. Elle appartenait à la famille Acary, qui a donné quelques amiraux à la France et dont descendent la plupart des vieilles familles de pêcheurs du bourg.
Village de pêcheurs-naufrageurs millénaire implanté sur une dune, Audresselles a perdu plusieurs de ses rues et de ses chaumières ainsi que l'église du XIe siècle, qui ont été avalées par la mer jusqu'aux années 1880. À la fin du XIXe siècle, des plaisanciers, venus de Paris, de Lille et de Reims, ont acheté le rivage et construit des perrés (digues) individuels pour protéger leur chalet de vacances. De ce fait, depuis la fin du XIXe siècle, le rivage d'Audresselles a cessé de reculer et n'a presque plus changé, formant même un cap au lieu-dit la Côte de Fer. Depuis, Audresselles a conservé une architecture caractéristique, avec ses longères blanches à bande de couleur en bas des murs, au centre du village, et quelques villas de la Belle Époque face à la mer.
Jusqu'à la Seconde Guerre mondiale, des puits dont certains remontent au Moyen Âge, assuraient l'approvisionnement en eau. C'est pendant la période allant de juin 1940 à septembre 1944, que les autorités allemandes ont installé le réseau urbain d'alimentation en eau courante. Elles l'ont aussi installé dans les villas que les militaires habitaient. Les canalisations collectives sont toujours utilisées aujourd'hui par Véolia en raison de l'excellente qualité des matériaux employés. Mais ceci a entraîné le comblement de nombreux puits depuis 1945 par les propriétaires des parcelles.
Les cartes postales d'avant la Seconde Guerre mondiale indiquent aussi les premiers travaux de voirie importants réalisés par les autorités d'occupation. Toutefois, les pillages des résidences secondaires consécutifs à la Libération de septembre 1944 ont créé de nombreuses ruines, réhabilitées depuis par des plaisanciers.
Audresselles est encore habitée par une famille d'artisans pêcheurs professionnels et le doris de l'un d'entre eux utilise la plage d'échouage du village.
Les flobarts traditionnels, petits bateaux bordés à clin, sont encore utilisés par les plaisanciers.

## Politique et administration

### Découpage territorial
La commune se trouve dans l'arrondissement de Boulogne-sur-Mer du département du Pas-de-Calais.

#### Commune et intercommunalités
La commune est membre de la communauté de communes de la Terre des Deux Caps.

#### Circonscriptions administratives
La commune est rattachée au canton de Desvres.

#### Circonscriptions électorales
Pour l'élection des députés, la commune fait partie de la sixième circonscription du Pas-de-Calais.

### Élections municipales et communautaires

#### Liste des maires
| Période                                  | Période                      | Identité           | Étiquette | Qualité     |
| ---------------------------------------- | ---------------------------- | ------------------ | --------- | ----------- |
| Les données manquantes sont à compléter. |                              |                    |           |             |
| mars 1925                                | mars 1953                    | Gustave Danquin    |           | instituteur |
| mars 1953                                | mars 1971                    | Paul Forestier     |           | agriculteur |
| mars 1971                                | mars 1977                    | Daniel Leunens     | DVG       | instituteur |
| mars 1977                                | mars 1983                    | Jean-Paul Averlant | PS        | instituteur |
| mars 1983                                | mars 1995                    | Roger Tourret      | DVD       | agriculteur |
| mars 1995                                | mars 2001                    | Joël Lecouffe      | SE        | cadre       |
| mars 2001                                | mars 2020                    | Roger Tourret,     | DVD       | agriculteur |
| mars 2020                                | En cours (au 6 juillet 2020) | Antoine Benoit     | SE        | cadre,      |

## Équipements et services publics

### Enseignement
Audresselles abrite une école maternelle et primaire publique, l'école Les Flobarts.
Les écoles privées les plus proches se trouvent à Marquise et Wimereux tandis que les collèges et lycées les plus proches se trouvent à Marquise et à Boulogne-sur-Mer.
Les sites de Boulogne et de Calais de l'université du Littoral-Côte-d'Opale sont également situés à proximité d'Audresselles.

### Santé
La commune est actuellement médicalisée avec sur place un médecin, une infirmière et une kinésithérapeute.

### Justice, sécurité, secours et défense
La commune dépend du tribunal judiciaire de Boulogne-sur-Mer, du conseil de prud'hommes de Boulogne-sur-Mer, de la cour d'appel de Douai, du tribunal de commerce de Boulogne-sur-Mer, du tribunal administratif de Lille, de la cour administrative d'appel de Douai, de la cour administrative d'appel de Douai et du tribunal pour enfants de Boulogne-sur-Mer.

## Population et société

### Démographie
Les habitants de la commune sont appelés les Audressellois.

#### Évolution démographique
L'évolution du nombre d'habitants est connue à travers les recensements de la population effectués dans la commune depuis 1793. Pour les communes de moins de 10 000 habitants, une enquête de recensement portant sur toute la population est réalisée tous les cinq ans, les populations de référence des années intermédiaires étant quant à elles estimées par interpolation ou extrapolation. Pour la commune, le premier recensement exhaustif entrant dans le cadre du nouveau dispositif a été réalisé en 2008.

En 2022, la commune comptait 616 habitants, en évolution de −7,09 % par rapport à 2016 (Pas-de-Calais : −0,72 %, France hors Mayotte : +2,11 %).
| 1793 | 1800 | 1806 | 1821 | 1831 | 1836 | 1841 | 1846 | 1851 |
| ---- | ---- | ---- | ---- | ---- | ---- | ---- | ---- | ---- |
| 660  | 623  | 605  | 740  | 746  | 720  | 708  | 693  | 660  |

| 1856 | 1861 | 1866 | 1872 | 1876 | 1881 | 1886 | 1891 | 1896 |
| ---- | ---- | ---- | ---- | ---- | ---- | ---- | ---- | ---- |
| 608  | 588  | 575  | 525  | 513  | 510  | 522  | 508  | 468  |

| 1901 | 1906 | 1911 | 1921 | 1926 | 1931 | 1936 | 1946 | 1954 |
| ---- | ---- | ---- | ---- | ---- | ---- | ---- | ---- | ---- |
| 452  | 497  | 454  | 434  | 425  | 435  | 410  | 457  | 430  |

| 1962 | 1968 | 1975 | 1982 | 1990 | 1999 | 2006 | 2008 | 2013 |
| ---- | ---- | ---- | ---- | ---- | ---- | ---- | ---- | ---- |
| 424  | 440  | 489  | 538  | 587  | 681  | 706  | 712  | 684  |

| 2018 | 2022 | - | - | - | - | - | - | - |
| ---- | ---- | - | - | - | - | - | - | - |
| 636  | 616  | - | - | - | - | - | - | - |

#### Pyramide des âges
En 2018, le taux de personnes d'un âge inférieur à 30 ans s'élève à 32,4 %, soit en dessous de la moyenne départementale (36,7 %). À l'inverse, le taux de personnes d'âge supérieur à 60 ans est de 33,3 % la même année, alors qu'il est de 24,9 % au niveau départemental.
En 2018, la commune comptait 315 hommes pour 321 femmes, soit un taux de 50,47 % de femmes, légèrement inférieur au taux départemental (51,5 %).
Les pyramides des âges de la commune et du département s'établissent comme suit.
| Hommes | Classe d’âge | Femmes |
| ------ | ------------ | ------ |
| 0,3    | 90 ou +      | 0,3    |
| 8,3    | 75-89 ans    | 10,9   |
| 22,5   | 60-74 ans    | 24,3   |
| 19,4   | 45-59 ans    | 19,6   |
| 13,7   | 30-44 ans    | 15,9   |
| 19,7   | 15-29 ans    | 14,6   |
| 16,2   | 0-14 ans     | 14,3   |

| Hommes | Classe d’âge | Femmes |
| ------ | ------------ | ------ |
| 0,5    | 90 ou +      | 1,6    |
| 5,6    | 75-89 ans    | 8,9    |
| 16,7   | 60-74 ans    | 18,1   |
| 20,2   | 45-59 ans    | 19,2   |
| 18,9   | 30-44 ans    | 18,1   |
| 18,2   | 15-29 ans    | 16,2   |
| 19,9   | 0-14 ans     | 17,9   |

Toutefois, à partir des feuilles de recensement ou d'imposition, il est difficile, dans un village comme Audresselles, de distinguer les habitants-électeurs résidant à l'année et les habitants-électeurs plaisanciers, résidant seulement une partie de l'année, parfois pour des raisons fiscales. Parmi ces derniers, ce sont essentiellement les plus âgés qui sont recensés, votent et payent les taxes locales car ce sont ceux qui ont acheté la résidence, alors que leurs enfants et petits-enfants ne sont pas recensés dans la commune même s'ils sont actionnaires des SCI propriétaires des résidences familiales. De plus, comme toutes les villas en front de mer sans exception sont achetées par des ressortissants d'autres pays européens, il est impossible d'établir leur décompte exact ainsi que celui de leurs descendants qui viennent s'installer pour des séjours de moyenne durée à Audresselles.[réf. nécessaire]
Ceci aboutit à ce que la présence d'une grande partie des Européens non-français et des 0 à 29 ans ne soit pas recensée et fausse ainsi la pyramide des âges réelle. Néanmoins, les électeurs européens qui se sont inscrits (surtout néerlandophones et germanophones) représentent plus de 10 % de l'électorat. (voir listes électorales en mairie)[réf. nécessaire].

### Manifestations culturelles et festivités
La fête de l'Assomption, le 15 août, est restée la fête du village. Elle attire chaque année à Audresselles des milliers de fidèles et de touristes à l'occasion de la messe suivie de la procession de l'église jusqu'à la plage d'où un prêtre part en doris pour bénir la mer.
La fête du Crabe, week-end de la Pentecôte : place du Détroit, devant la halle où la famille de pêcheurs d'Audresselles vend crustacés, mollusques et poissons, viennent s'installer des stands des associations et des artisans locaux qui proposent leur production. Sur un podium, un conseiller municipal à la voix puissante annonce les différents spectacles qui s'y succèdent. C'est l'occasion pour les hommes politiques locaux, maires du village et des environs, conseillers généraux, candidats aux élections législatives, de venir rencontrer directement leurs électeurs à l'heure de la sortie de la messe dominicale.
La fête culturelle des Européens, chaque année depuis 2002, en juillet ou en août, avec la participation de musiciens et d'artistes plasticiens venus de Belgique, d'Allemagne, de Croatie, d'Italie et de Russie.

### Sports et loisirs

#### Pistes cyclables
La piste cyclable « La Vélomaritime », partie côtière française de la « Véloroute de l'Europe - EuroVelo 4 », qui relie Roscoff en France à Kiev en Ukraine sur 5 100 km, traverse la commune, en venant d'Ambleteuse pour desservir Audinghen,.

#### Sentier pédestre
Le sentier de grande randonnée GR 120 ou GR littoral (partie du sentier européen E9 allant du Portugal à l'Estonie), appelé aussi sentier des douaniers, traverse la commune en longeant la côte.

### Cultes
- Paroisse Notre-Dame-des-Flots.

La messe n'est plus célébrée dans l'église d'Audresselles qu'exceptionnellement.
- La mosquée Aboul Ibrahim est implantée chez un particulier. La prière y est guidée tous les vendredis.

### Médias
- La Voix du Nord ;
- La Semaine dans le Boulonnais ;
- La Croix du Nord ;
- Regard en marche ;
- Le journal des habitants du Parc.

## Économie

### Tourisme

#### Hôtellerie, camping et autres hébergements collectifs
Au 1er janvier 2025, la commune dispose d'un hôtel pour une capacité totale de 30 chambres, d'un camping totalisant 280 emplacements et d'aucun autre type d'hébergement collectif,.

## Culture locale et patrimoine

### Lieux et monuments
- L'église Saint-Jean-Baptiste, fortifiée, du XIIe siècle avec trois grands tableaux du Second Empire (1858), dont l'un est signé des initiales du peintre victorien Arthur Gilbert, « peints aux ateliers catholiques de l'abbé Migne Montrouge » (Jacques-Paul Migne à Montrouge) et un petit retable du XVIIIe siècle représentant sainte Véronique Giuliani. Le porche est du XVIIIe siècle. Elle est l'église la plus ancienne des sept clochers de la nouvelle paroisse Notre-Dame-des-Flots. Ce sanctuaire surélevé, d'où l'on voit le soleil se coucher dans la mer, doit son origine au désir de l'Église de lutter contre l' Odinisme (paganisme) ravivé par le passage des Vikings. Encore aujourd'hui, c'est à Saint-Jean-Baptiste d'Audresselles que se réunissent les catholiques de la région pour célébrer l'Assomption et commencer la procession qui s'achève par la bénédiction de la mer.

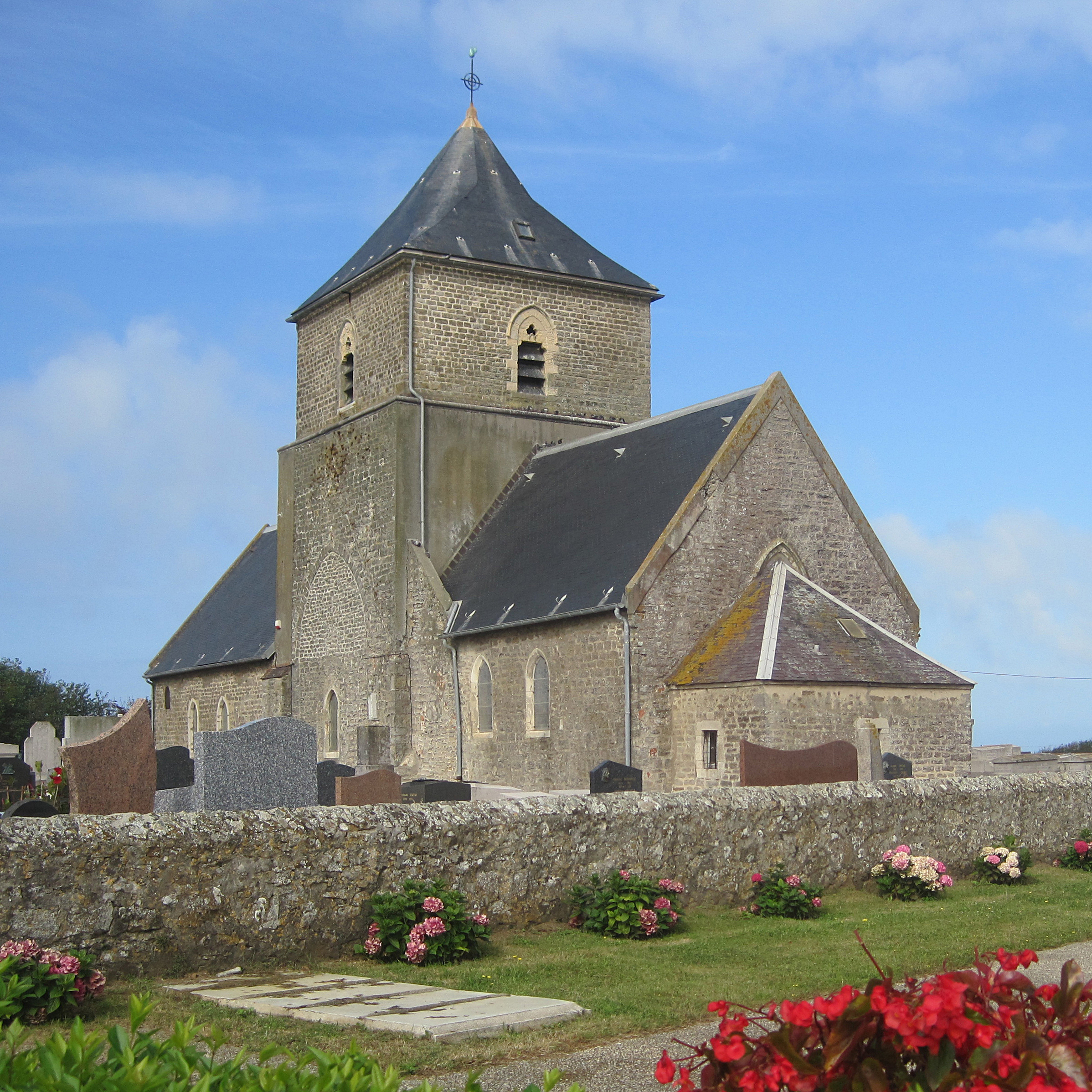
Église Saint-Jean-Baptiste.
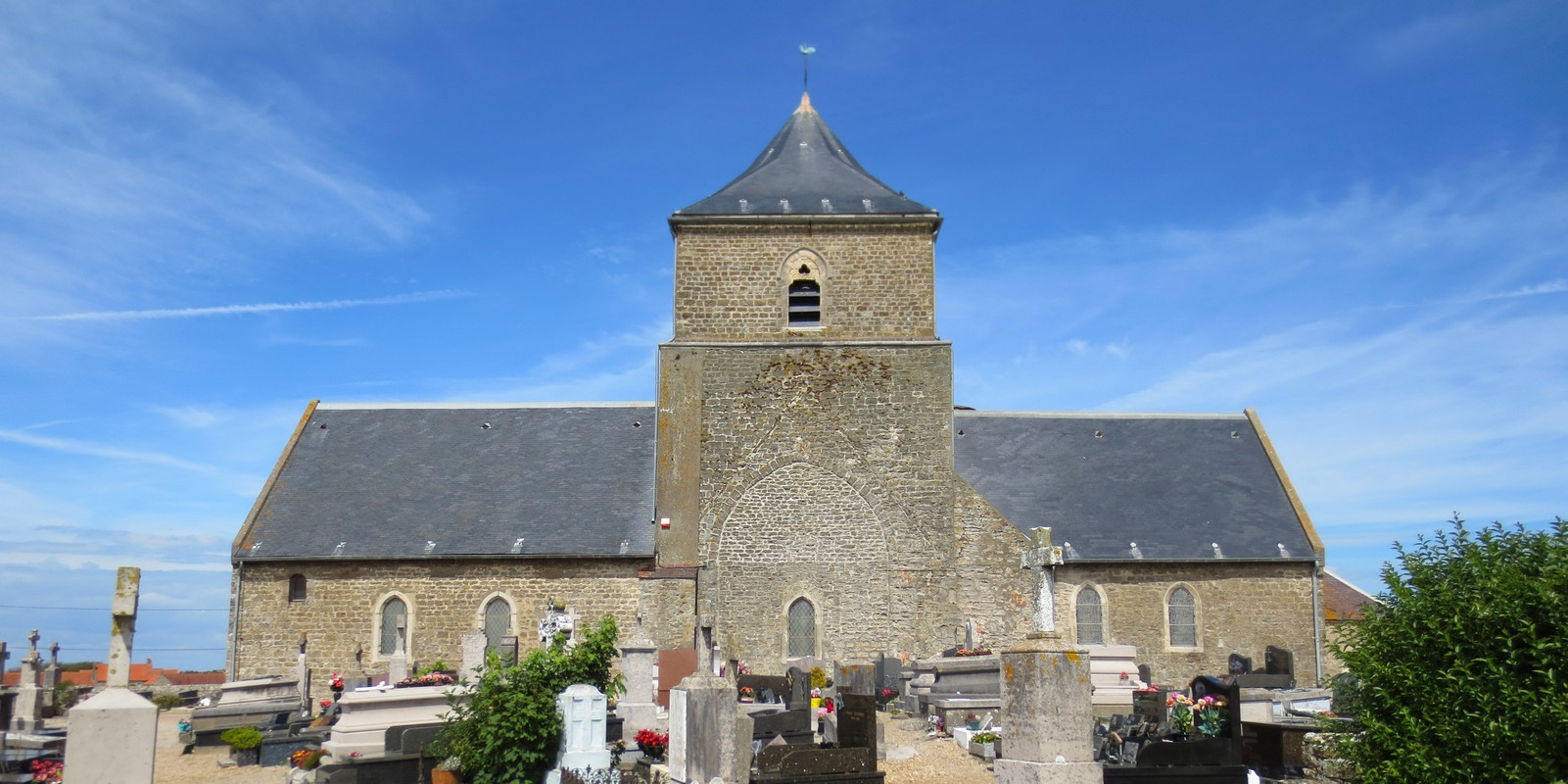
La façade sud.
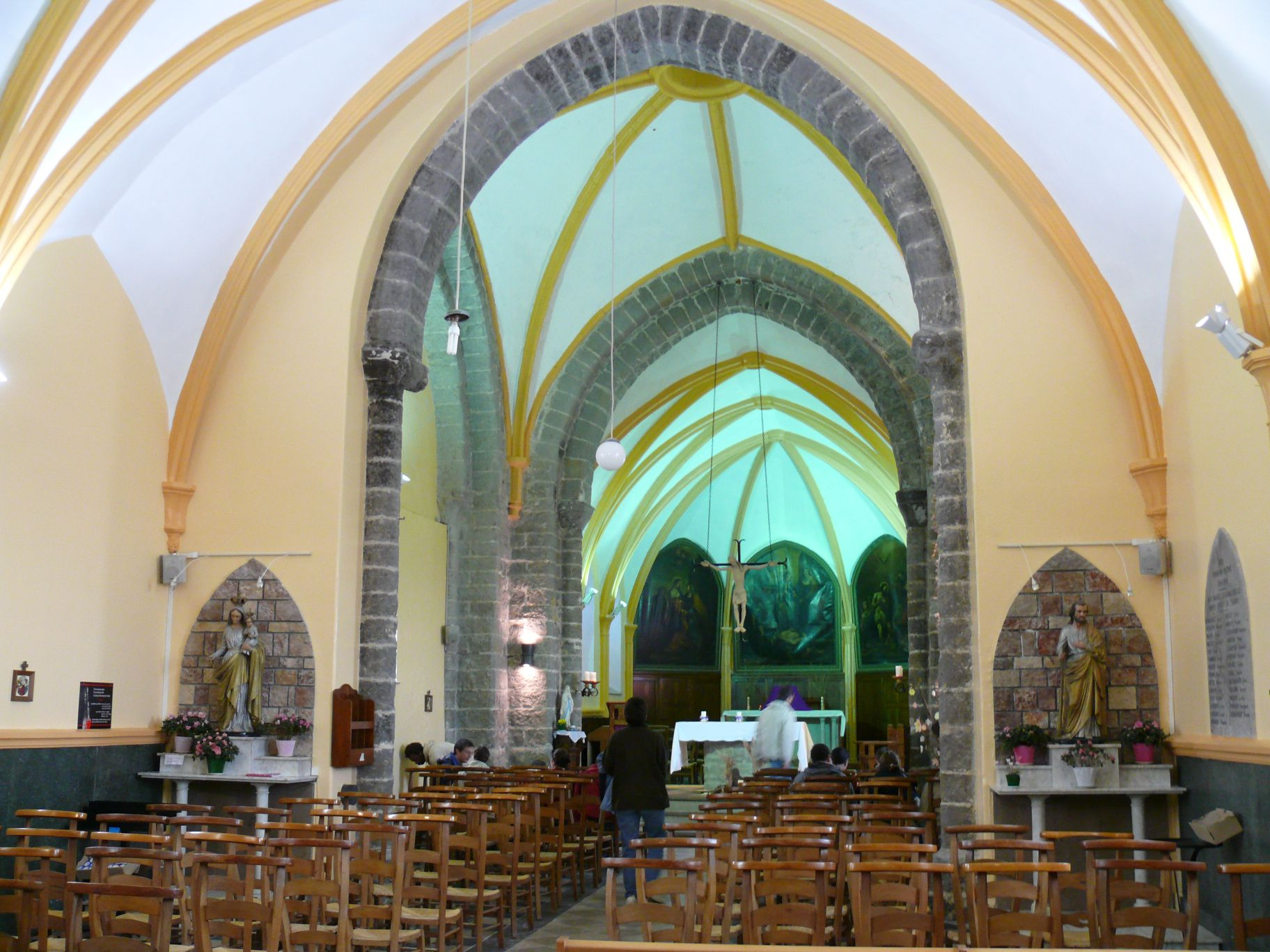
L'intérieur de l'église Saint-Jean-Baptiste.

- La ferme Saint-Jean (XVIIe siècle) ; avec un porche, un pigeonnier et une maison d'habitation sur la façade de laquelle se trouve un bas-relief en pierre représentant une croix grecque indiquant que le seigneur des lieux a participé aux Croisades entre le XIe et le XIIIe siècle.
- Le relais de poste, rue Édouard-Quénu (XVIIIe siècle).
- L'allée Maurice-Boitel, belvédère d'où l'on domine toute la plage.
- Le monument aux morts[57].

- Sur la plage d'Audresselles, au nord et au sud, se trouvent encore les câbles téléphoniques sous-marins reliant la France et l'Angleterre. Ces câbles, encore intacts et sans oxydation, ont été installés par Siemens, en 1907 et en 1911, qui en assura la maintenance jusqu'à 1914. La légende voudrait qu'ils aient été utilisés pendant la Seconde Guerre mondiale entre les belligérants.

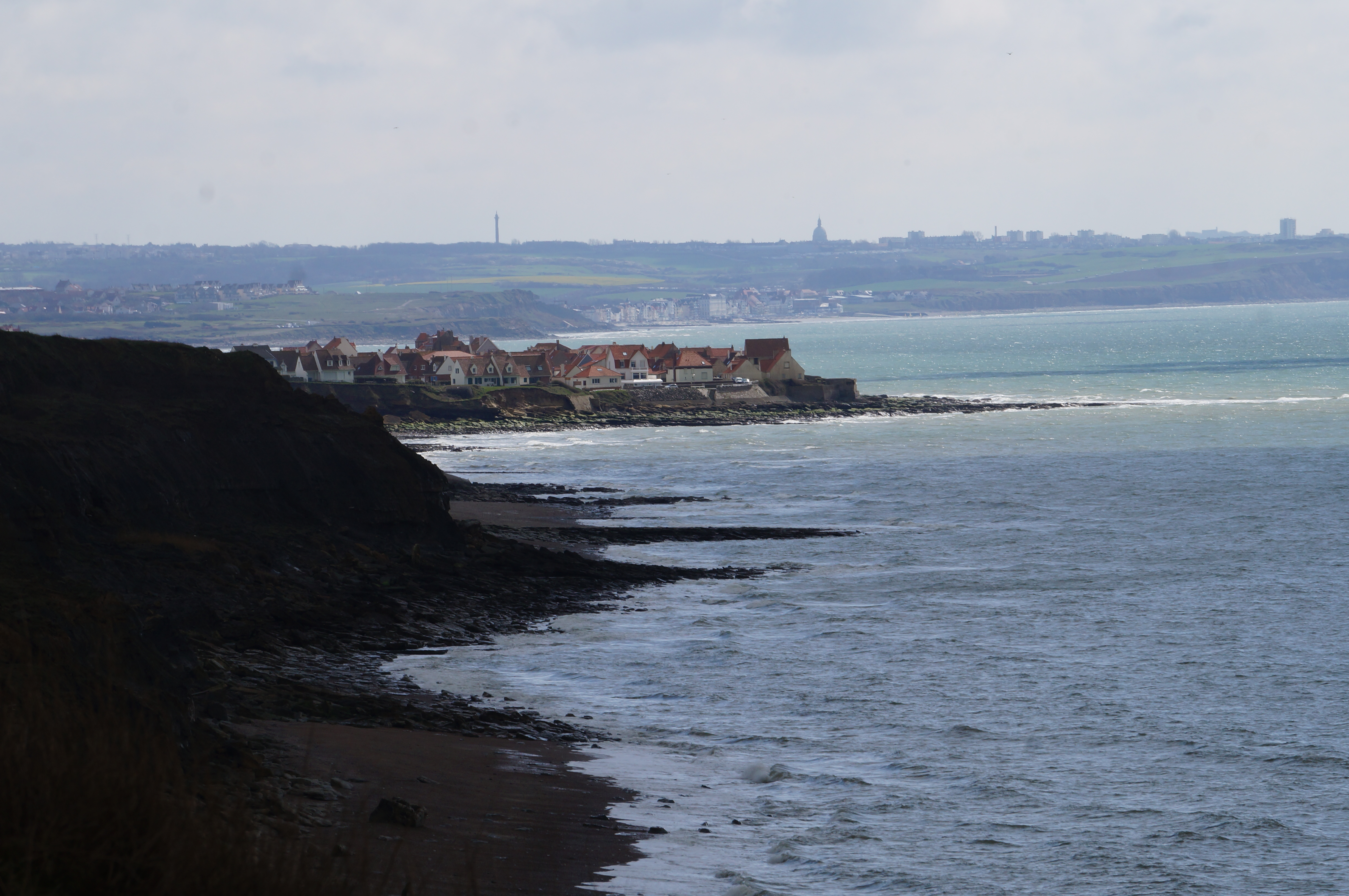
Le cran du Noirda
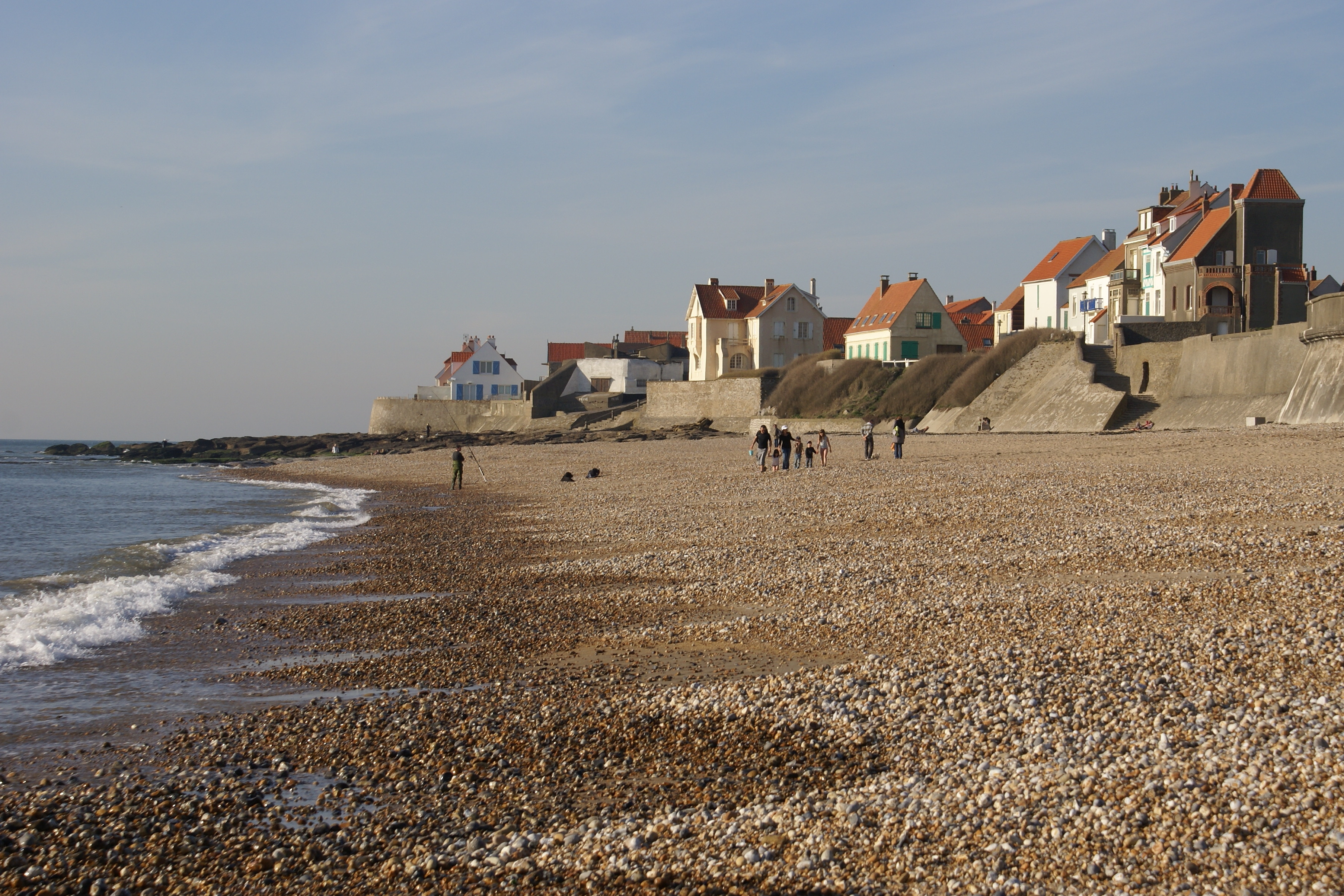
Le bord de mer vu à marée basse.
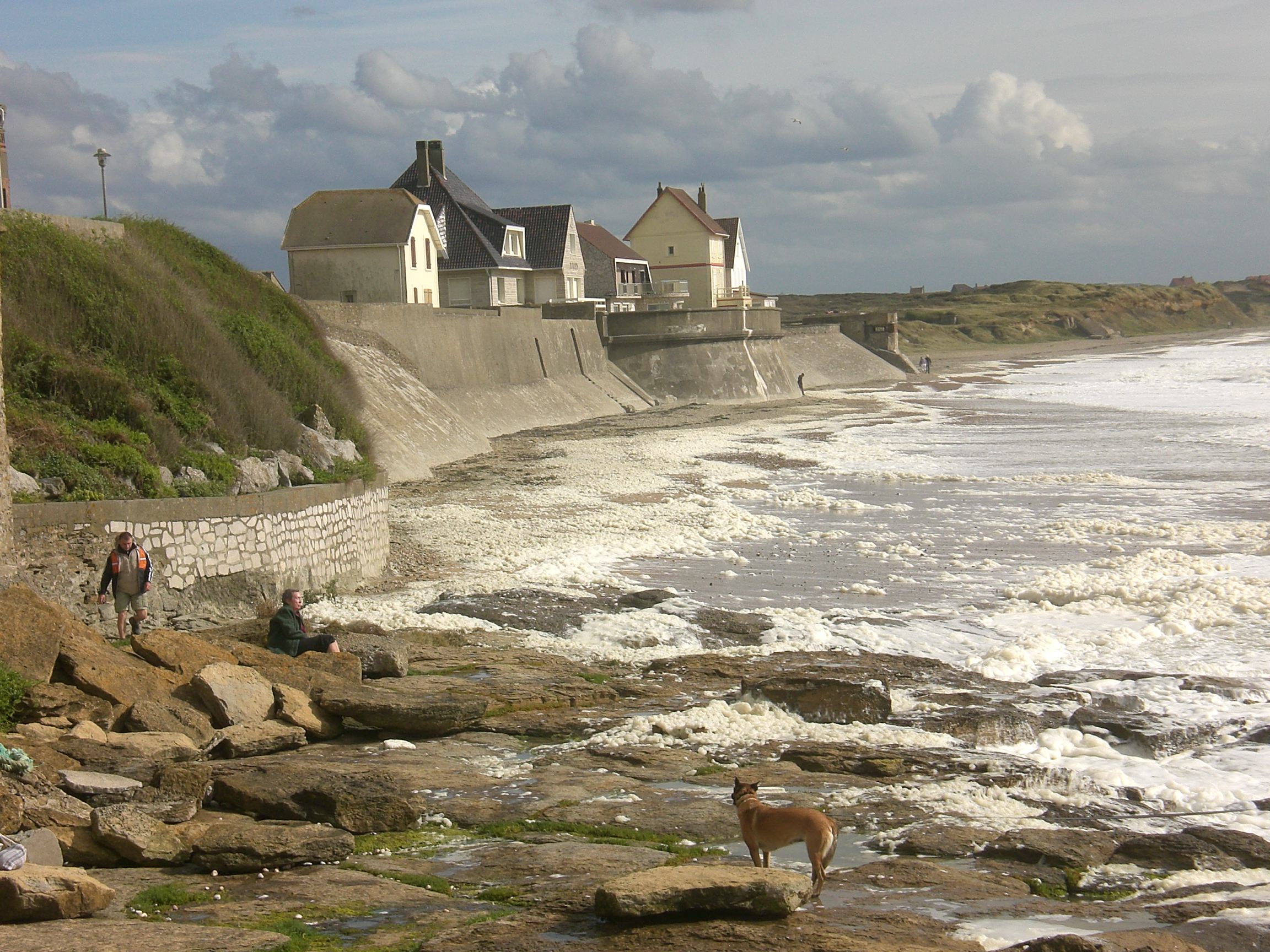
Le littoral protégé.
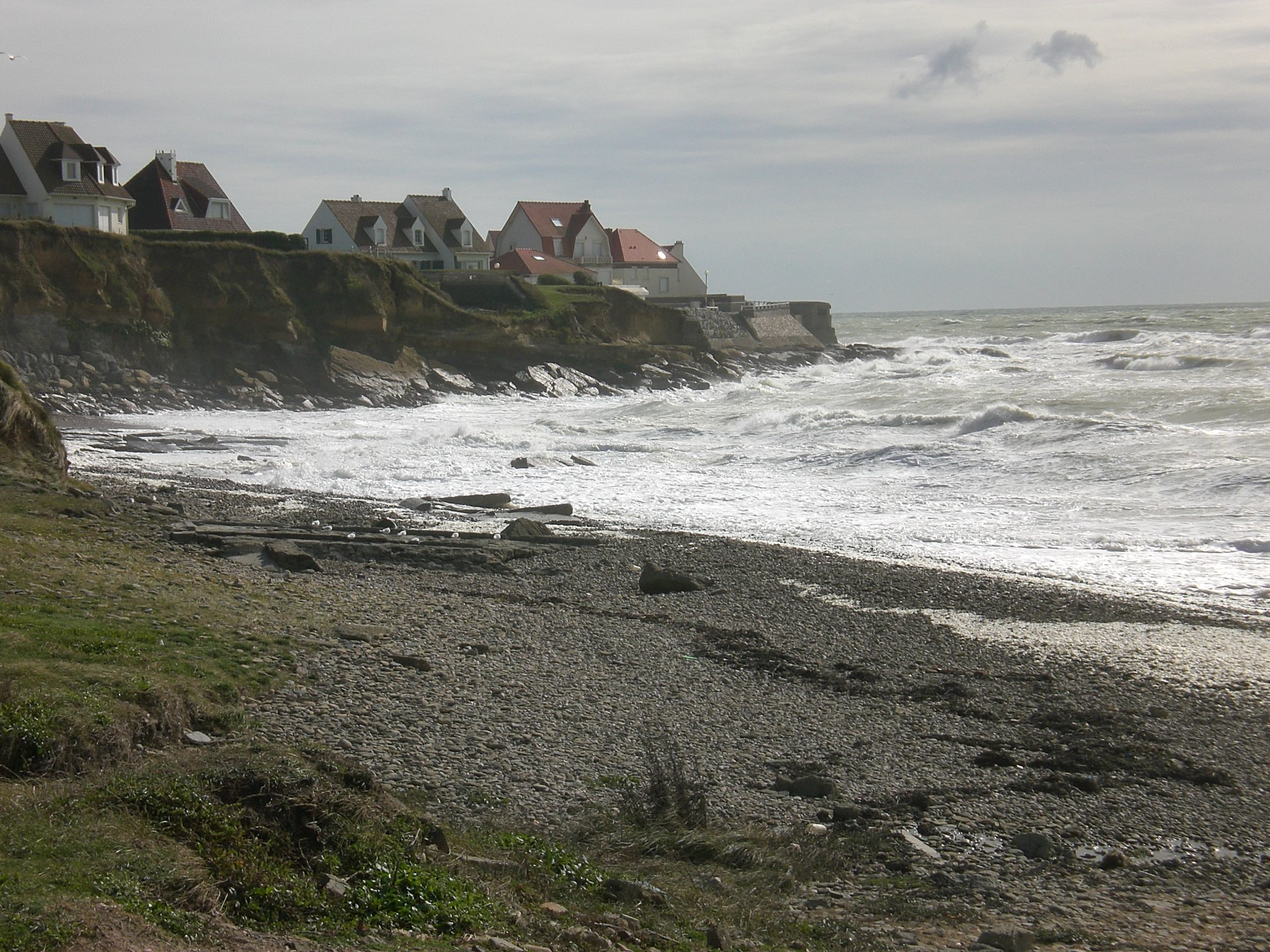
Les habitations le long du littoral.
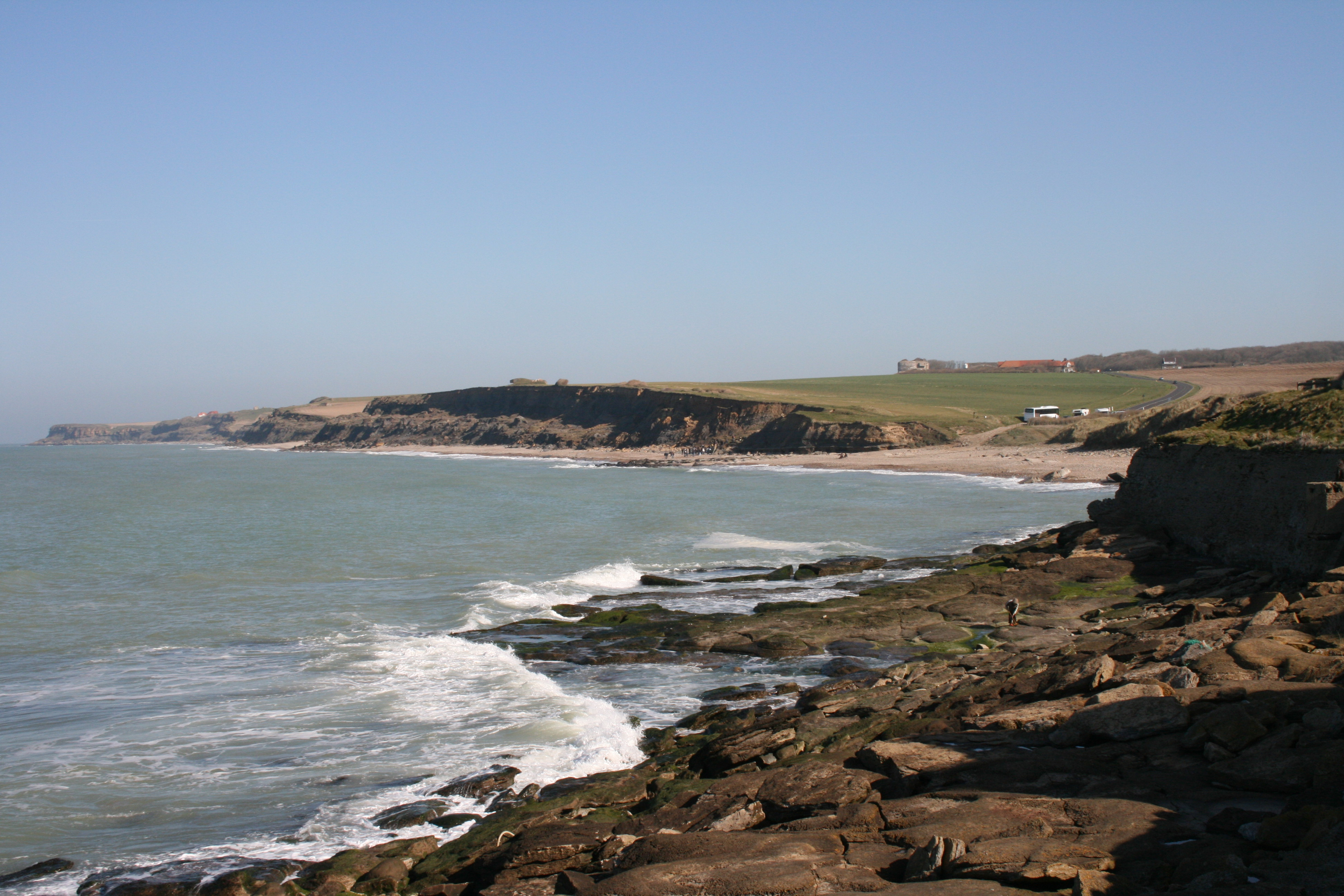
Le littoral sauvage vers Audinghen.

### Gastronomie
Un fromage, le Fleur d'Audresselles, porte le nom de la commune. C'est un fromage fabriqué à partir de lait cru de vache à la fromagerie Sainte Godeleine à Wierre-Effroy. Il est à pâte molle et à croûte mixte, agrémenté de sel de Guérande.

### Langues
La langue principalement parlée à Audresselles est le français. L'anglais et le néerlandais servent aussi de moyen de communication. Une petite minorité de la population parle encore son dialecte, le picard maritime.
Audresselles possède un dialecte avec un vocabulaire anglo-picard propre : parties du corps (la nèque), noms de poissons (la mallett, le rouget barbet). Il s'agit d'un picard maritime avec transformation des sifflantes en chuintantes sourdes comme dans les autres variantes du picard, mais aussi sonores (exemple : le hameau de Zutphen se prononce Juphen). Il serait plus proche du patois de Saint-Pierre, quartier nord de la ville de Boulogne-sur-Mer, notamment en raison des mariages d'Audressellois avec des épouses venues de Boulogne (on relèvera en particulier qu'à la troisième personne du pluriel, le « t » final est prononcé). Jusque dans les années 1950, Audresselles a constitué une société relativement fermée et endogamique, moins néanmoins que dans beaucoup d'autres régions de France, en raison de naufrages de navires dont certains passagers ont fait souche à Audresselles, et de la présence récurrente de militaires étrangers et de « baigneurs » qui se sont établis sur place.
Les noms jetés ou sobriquets des habitants sont : chés carcahutes d'Auderselle (les gens vivaient dans des cahutes faites avec des carcasses de bateaux retournées) et chés dos d'cayelles (en français, les dos de chaises). Un dicton populaire de la commune est : « vint d'amont va coutcher aveuc les files d'Auderselle » (« avec le vent du Nord, les bateaux ne sortent pas en mer et les pêcheurs peuvent aller voir les filles »).

### Audresselles dans les arts

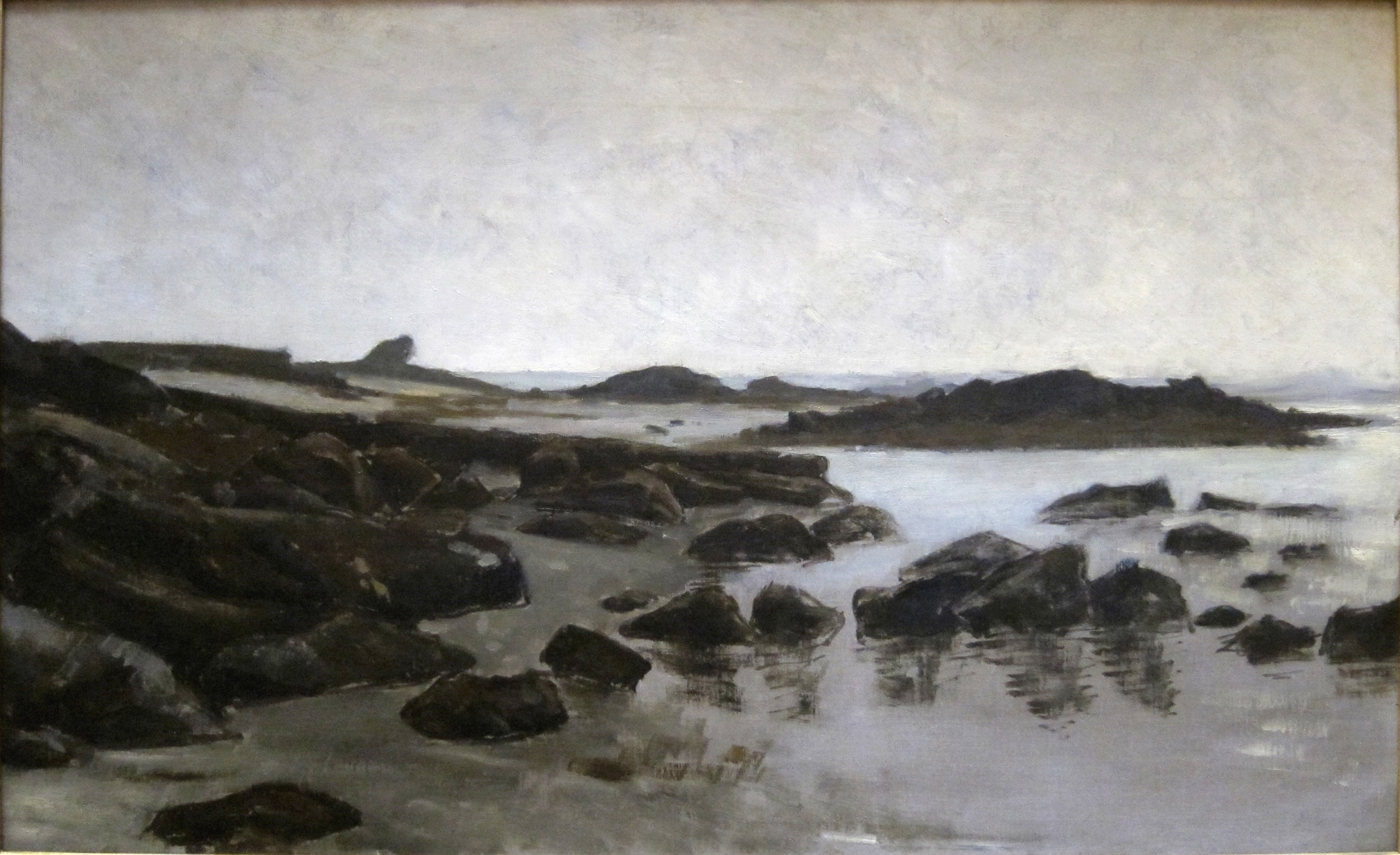
Bord de mer à marée basse à Audresselles
Carolus-Duran, 1869
palais des Beaux-Arts de Lille

- Une partie du roman La Grande Nuit d'André-Marcel Adamek (2003) se déroule à Audresselles.
- Dans le roman Un loup quelque part d'Amélie Cordonnier[60], l'héroïne ainsi que son père ont vécu à Audresselles.
- La série P'tit Quinquin (2014) et le film L'Empire (2024) sont tournés à Audresselles.

### Personnalités liées à la commune

#### Historiques
- Robert Beauvais (1911-1982), écrivain et journaliste, inhumé à Audresselles ;
- Albert Besson (1896-1965), bactériologiste, a habité dans la commune ;
- Maurice Boitel (1919-2007), peintre, mort et inhumé à Audresselles en 2007[61][source insuffisante] ;
- Jean Breton[pourquoi ?] (1930-2006), poète et éditeur. Sa famille continue à venir à Audresselles;
- Carolus-Duran, peintre[61] ;
- Pierre Carrier-Belleuse (1851-1932), peintre[61] ;
- Henri Dutilleux[pourquoi ?] (1916-2013), compositeur ;
- Ginette Garcin (1928-2010), comédienne, a habité dans la commune ;
- Philippe Leclerc de Hauteclocque[pourquoi ?] (1902-1947), maréchal de France, passait ses vacances à Audresselles;
- Philippe-Auguste Jeanron (1808-1877), peintre[61] ;
- Arsène Lejeune (1866-1938), architecte, participe à la transformation de la commune ;
- Edmond Marin la Meslée (1912-1945), aviateur, tué en combat aérien, possédé une maison familiale de vacances dans la commune ;
- Robert Parenty (1921-2017), homme politique, né dans la commune ;
- Édouard Quénu (1852-1933), chirurgien et doyen de l'Académie de médecine, la principale rue de la commune porte son nom ;
- David Widhopff (1867-1933) (en russe Давид Осипович Видгоф), peintre[61] ;
- Pierre Lacoste (1924-2020), amiral, passe ses vacances dans la commune.
- Martine Allain-Regnault (1937-2022), journaliste, productrice et animatrice de télévision, inhumée à Audresselles en 2022 où elle avait passé son enfance.

#### Actuelles
- Catherine Destivelle (1960-), alpiniste, passe ses vacances dans la commune.[réf. nécessaire]
- Frederic Colier (1963-), réalisateur, metteur en scène, auteur, musicien américain, né à Audresselles.

### Héraldique

Armes de la famille Acary.

- Blason originel : celui de la famille Acary (ou Accary), seigneurs d'Audresselles et d'Haringzelle au XVIe siècle, enregistré dans le nobiliaire de Picardie de l'Armorial général de France en 1696 : D'or à une aigle bicéphale de sable[62].
- Blason actuel, élaboré par un restaurateur d'Audresselles, fondateur de la fête du Crabe :

| Blason de Audresselles | Blason  | D'azur à un flobart d'or, naviguant sur trois ondes d'argent, au chef d'or chargé d'un crabe de gueules.                                                               |
| Blason de Audresselles | Détails | Le crabe et le flobart évoquent l'activité traditionnelle de la station balnéaire qu'est la pêche, mise à l'honneur tous les ans par la fête du Crabe. Adopté en 1976. |

## Pour approfondir